# Clásico RCN
El Clásico RCN es una carrera de ciclismo en ruta profesional por etapas que se disputa anualmente en Colombia y es organizada por la Federación Colombiana de Ciclismo. La primera edición se realizó en 1961 y su primer ganador fue el ciclista Rubén Darío Gómez.

## Historia
Desde su inicio en 1961 y hasta 1966, la carrera constaba de dos etapas corridas bajo el formato de "Doble a", mediante el cual la primera etapa se corría desde Medellín hacia una determinada población y la segunda partía de tal población para regresar de nuevo a Medellín. El formato de la prueba fue evolucionando hasta llegar a las 10 etapas de las que consta actualmente, extendiendo su recorrido a diferentes zonas del país. Durante los años 80´s, coincidiendo con el auge del ciclismo colombiano a nivel internacional gracias a figuras como Fabio Parra y Luis Herrera, la prueba adquirió mucho interés y prestigio nacional e internacional, siendo apodada en su momento como el Duelo de Titanes.
Desde la edición 2004 dejó de ser una competencia oficial de la UCI, por lo que pasó a ser una carrera amateur de categoría nacional.
El evento es patrocinado por Radio Cadena Nacional (RCN), una de las emisoras de radio más grandes y antiguas de Colombia, y por Empresas Públicas de Medellín. El Clásico RCN es la tercera prueba ciclística por etapas más importante del país después del Tour Colombia y de la Vuelta a Colombia, respectivamente. Varios ciclistas colombianos reconocidos han ganado el evento como Martín Emilio Rodríguez, Fabio Parra, Luis Herrera y Rafael Antonio Niño.
Durante los años 80´s compitieron equipos europeos, quiénes tomaron la prueba como entrenamiento para correr en alturas. Entre esos equipos estuvieron Peugeot-Shell-Michelin, Renault-Elf-Gitane, SEM-France Loire, La Vie Claire, Zor y Reynolds, con victorias en etapas de Pascal Simon, Laurent Fignon, Bernard Hinault, Charly Mottet y Martial Gayant. En la edición 1992 compitieron los equipos Carrera Jeans-Vagabond y Festina, con victorias de Sean Kelly, Claudio Chiappucci y Thomas Wegmuller.
En la historia del evento, el ganador ha sido descalificado en dos oportunidades por dopaje: En 1971, cuando Álvaro Pachón fue descalificado y la victoria otorgada a Rafael Antonio Niño, y en 1991, cuando Pablo Wilches fue descalificado y la victoria concedida a Fabio Hernán Rodríguez. En la edición 1985 hubo un accidente trágico, cuando Jorge Iván Ramírez se cayó durante una etapa y murió días después.
Aunque el Clásico RCN actualmente se celebra entre los meses de septiembre y octubre, ediciones anteriores se han celebrado en otros meses como marzo, abril o mayo.

## Transmisión por televisión
Actualmente se transmite para Colombia a través del Canal RCN y Win Sports

## Palmarés
| Año  | Ganador                  | Segundo                  | Tercero                 |
| ---- | ------------------------ | ------------------------ | ----------------------- |
| 1961 | Rubén Darío Gómez        | Martín Emilio Rodríguez  | Hernán Medina Calderón  |
| 1962 | Rubén Darío Gómez        | Roberto Buitrago         | Martín Emilio Rodríguez |
| 1963 | Martín Emilio Rodríguez  | Pablo Enrique Hernández  | Alfonso Galvis          |
| 1964 | Gabriel Halaixt          | Héctor Muñoz             | Federico Ortiz Uribe    |
| 1965 | Javier Amado Suárez      | Carlos Montoya Arias     | Federico Ortiz Uribe    |
| 1966 | Javier Amado Suárez      | Alfonso Galvis           | Martín Emilio Rodríguez |
| 1967 | Carlos Montoya Arias     | Martín Emilio Rodríguez  | Marco Larrota           |
| 1968 | Jairo Grijalba           | Hernando Gómez           | Evaristo Fino           |
| 1969 | Álvaro Pachón            | Evaristo Fino            | Martín Emilio Rodríguez |
| 1970 | Óscar González           | Gustavo Rincón           | Álvaro Pachón           |
| 1971 | Rafael Antonio Niño      | Francisco Ignacio Triana | Miguel Samacá           |
| 1972 | Albeiro Mejía            | Juan de Dios Morales     | Rafael Antonio Niño     |
| 1973 | Juan de Dios Morales     | Gonzalo Marín            | Olinto Rueda            |
| 1974 | Norberto Cáceres         | Gonzalo Marín            | Abelardo Ríos           |
| 1975 | Rafael Antonio Niño      | Abelardo Ríos            | Carlos Campaña          |
| 1976 | José Patrocinio Jiménez  | Norberto Cáceres         | Efraín Pulido           |
| 1977 | Rafael Antonio Niño      | José Patrocinio Jiménez  | Victor Ladino           |
| 1978 | Rafael Antonio Niño      | Julio Alberto Rubiano    | Plinio Casas            |
| 1979 | Rafael Antonio Niño      | José Patrocinio Jiménez  | Alfonso Flórez Ortiz    |
| 1980 | Fabio Navarro            | Antonio Londoño          | Jairo Atehortúa         |
| 1981 | Manuel Ignacio Gutiérrez | Fabio Parra              | Julio Alberto Rubiano   |
| 1982 | Lucho Herrera            | Fabio Parra              | Samuel Cabrera          |
| 1983 | Lucho Herrera            | Manuel Ignacio Gutiérrez | Ramón Tolosa            |
| 1984 | Lucho Herrera            | Pacho Rodríguez          | Manuel Cárdenas Espitia |
| 1985 | Pacho Rodríguez          | Lucho Herrera            | Israel Corredor         |
| 1986 | Lucho Herrera            | Israel Corredor          | William Palacio         |
| 1987 | Fabio Parra              | Pablo Wilches            | Álvaro Mejía            |
| 1988 | Álvaro Mejía             | Alberto Camargo          | Pablo Wilches           |
| 1989 | Álvaro Mejía             | Fabio Parra              | Oliverio Rincón         |
| 1990 | Gustavo Wilches          | Álvaro Mejía             | Pablo Wilches           |
| 1991 | Fabio Hernán Rodríguez   | José Jaime González      | Julio César Rangel      |
| 1992 | Alberto Camargo          | Claudio Chiappucci       | Luis Espinosa           |
| 1993 | Luis Alberto González    | Jair Bernal              | Óscar de Jesús Vargas   |
| 1994 | Julio César Aguirre      | Martín Farfán            | Libardo Niño            |
| 1995 | Raúl Montaña             | Henry Cárdenas           | Pedro Rodríguez         |
| 1996 | Israel Ochoa             | Álvaro Lozano            | Jair Bernal             |
| 1997 | Raúl Montaña             | Héctor Iván Palacio      | Juan Diego Ramírez      |
| 1998 | Raúl Montaña             | Argiro Zapata            | Israel Ochoa            |
| 1999 | Jairo Hernández Montoya  | Álvaro Sierra            | Juan Diego Ramírez      |
| 2000 | Juan Diego Ramírez       | Élder Herrera            | Julio César Aguirre     |
| 2001 | Juan Diego Ramírez       | José Castelblanco        | Élder Herrera           |
| 2002 | José Castelblanco        | Daniel Rincón            | Freddy González         |
| 2003 | José Castelblanco        | Álvaro Sierra            | Jairo Hernández Montoya |
| 2004 | Hernán Buenahora         | Félix Cárdenas           | Libardo Niño            |
| 2005 | Libardo Niño             | Álvaro Sierra            | Jairo Hernández Montoya |
| 2006 | Javier Alberto González  | Libardo Niño             | Javier de Jesús Zapata  |
| 2007 | Libardo Niño             | Javier Alberto González  | Flober Peña             |
| 2008 | Óscar Sevilla            | Mauricio Ortega          | Juan Carlos López       |
| 2009 | Mauricio Ortega          | Francisco Colorado       | Giovanni Báez           |
| 2010 | Félix Cárdenas           | Sergio Luis Henao        | Freddy Montaña          |
| 2011 | Rafael Infantino         | Julián Rodas             | Iván Parra              |
| 2012 | Óscar Sevilla            | Alex Cano                | Rafael Infantino        |
| 2013 | Camilo Andrés Gómez      | Óscar Soliz              | Óscar Sevilla           |
| 2014 | Óscar Soliz              | Alex Cano                | Danny Osorio            |
| 2015 | Omar Mendoza             | Carlos Becerra           | Cristhian Montoya       |
| 2016 | Óscar Sevilla            | Óscar Soliz              | Alexander Gil           |
| 2017 | Juan Pablo Suárez        | Óscar Sevilla            | Danny Osorio            |
| 2018 | Alex Cano                | Edward Beltrán           | Didier Chaparro         |
| 2019 | Óscar Sevilla            | Didier Chaparro          | Alexander Gil           |
| 2020 | José Tito Hernández      | Óscar Sevilla            | Didier Merchán          |
| 2021 | Fabio Duarte             | Óscar Sevilla            | Wilson Peña Molano      |
| 2022 | Aldemar Reyes Ortega     | Dubán Bobadilla          | Edgar Pinzón            |
| 2023 | Aldemar Reyes Ortega     | Rodrigo Contreras        | Yeison Reyes            |
| 2024 | Kevin David Castillo     | Robinson López           | Cristian Camilo Muñoz   |

## Más victorias generales
Los ciclistas que aparecen en negrita siguen activos.
| Ciclista             | Victorias | Años                         |
| -------------------- | --------- | ---------------------------- |
| Rafael Antonio Niño  | 5         | 1971, 1975, 1977, 1978, 1979 |
| Luis Herrera         | 4         | 1982, 1983, 1984, 1986       |
| Óscar Sevilla        | 4         | 2008, 2012, 2016, 2019       |
| Raúl Montaña         | 3         | 1995, 1997, 1998             |
| Rubén Darío Gómez    | 2         | 1961 ,1962                   |
| Javier Suárez        | 2         | 1965, 1966                   |
| Álvaro Mejía         | 2         | 1988, 1989                   |
| Juan Diego Ramírez   | 2         | 2000, 2001                   |
| José Castelblanco    | 2         | 2002, 2003                   |
| Libardo Niño         | 2         | 2005, 2007                   |
| Aldemar Reyes Ortega | 2         | 2022, 2023                   |

## Palmarés por países
| País     | Victorias |
| -------- | --------- |
| Colombia | 59        |
| España   | 4         |
| Bolivia  | 1         |